# Sulcosticta vantoli
Sulcosticta vantoli là loài chuồn chuồn trong họ Platystictidae. Loài này được Villanueva & Schorr mô tả khoa học đầu tiên năm 2011.